# Jack Welch
Jack Welch, all'anagrafe John Francis Welch Jr. (Peabody, 19 novembre 1935 – New York, 1º marzo 2020), è stato un dirigente d'azienda statunitense, tra il 1981 e il 2001 presidente e CEO di General Electric (GE). Quando si è ritirato da GE, ha ricevuto un pagamento di fine rapporto di 417 milioni di dollari, il più alto pagamento di questo tipo nella storia aziendale. Nel maggio 2018 il suo patrimonio era stimato in 750 milioni di dollari.

## Biografia
Jack Welch era nato a Peabody, Massachusetts, figlio di Grace Andrews, casalinga, e John Francis Welch, Sr, capotreno della Boston & Maine Railroad.  I suoi nonni paterni e materni erano irlandesi.
Durante i suoi primi anni di scuola media e superiore, Welch ha trovato lavoro d'estate come caddy da golf, addetto alle consegne di giornali, venditore di scarpe e operatore di trapano. Welch ha frequentato la Salem High School, dove ha giocato a baseball, football ed è stato capitano della squadra di hockey. Welch è stato quindi ammesso all'Università del Massachusetts Amherst, dove ha studiato ingegneria chimica, lavorando durante l'estate presso Sunoco e PPG Industries. Si è laureato nel 1957 in ingegneria chimica, rifiutando offerte da diverse società per frequentare la scuola di specializzazione presso l'lUniversità dell'Illinois a Urbana-Champaign ottenendo un master nel 1960.

### General Electric
Welch è entrato in General Electric nel 1960. Ha lavorato come ingegnere chimico junior a Pittsfield, Massachusetts, con uno stipendio di 10.500 dollari, l'equivalente di circa 90.000 dollari nel 2018. Deciso nel 1961 a lasciare l'azienda perché insoddisfatto dell'aumento offertogli e della eccessiva burocrazia esistente, Welch era stato convinto a rimanere in GE da Reuben Gutoff, un dirigente dell'azienda. Nel 1963, un'esplosione nella fabbrica che era sotto la sua gestione fece saltare in aria il tetto degli impianti e per quell'episodio era stato quasi licenziato. 
Nel 1968 Welch divenne vicepresidente e capo della divisione plastica di GE, all'epoca un'attività da 26 milioni di dollari per GE. Welch ha supervisionato la produzione e la commercializzazione delle plastiche Lexan e Noryl sviluppate da GE. Non molto tempo dopo, nel 1971, Welch divenne anche vicepresidente delle divisioni metallurgiche e chimiche di GE. Nel 1973 Welch fu nominato capo della pianificazione strategica per GE e mantenne quella posizione fino al 1979. Nel 1977 era stato nominato vicepresidente senior e capo della divisione Consumer Products and Services, posizione che ha ricoperto fino al 1979, quando è stato nominato vicepresidente di GE. 
Nel 1981, Welch è diventato il più giovane presidente e CEO di GE, succedendo a Reginald H. Jones. Nel 1982, Welch aveva smantellato gran parte del precedente management messo insieme da Jones con una semplificazione e un consolidamento aggressivi. Una delle sue principali direttive di leadership era che GE doveva essere il numero 1 o il numero 2 nei settori a cui partecipava. 

### Amministratore delegato di GE
Negli anni '80, Welch ha cercato di razionalizzare GE. Nel 1981, ha tenuto un discorso a New York City dal titolo "Crescere velocemente in un'economia a crescita lenta". Sotto la guida di Welch, GE ha aumentato il valore di mercato da 12 miliardi di dollari nel 1981 a 410 miliardi quando è andato in pensione, facendo 600 acquisizioni mentre si spostava nei mercati emergenti. 
Welch ha aperto la strada a una politica di informalità sul posto di lavoro, consentendo a tutti i dipendenti di avere un'esperienza di piccola impresa in una grande azienda. Welch ha lavorato per sradicare l'inefficienza percepita riducendo le scorte e smantellando la burocrazia che lo aveva quasi portato a lasciare GE in passato. Chiuse le fabbriche, ridusse i costi licenziando e tagliò le unità poco brillanti. 
Welch apprezzava la sorpresa e fece visite inaspettate agli stabilimenti e agli uffici di GE. Rese anche popolare le cosiddette politiche di "rango e strattoni" utilizzate da altre entità aziendali. Ogni anno, Welch licenziava il 10% più povero dei suoi manager, indipendentemente dalla performance assoluta. Si guadagnò la reputazione di essere anche spietato. Ha premiato quelli che si trovavano nel 20% più alto con bonus e stock option. Ha inoltre ampliato il programma di stock option, estendendo la disponibilità dei top manager a quasi un terzo di tutti i dipendenti. Welch è anche noto per aver abolito la gerarchia di gestione a nove livelli e portato un senso di informalità all'azienda. 
Durante i primi anni '80 è stato soprannominato "Neutron Jack" (in riferimento alla bomba al neutrone) per aver eliminato i dipendenti lasciando intatti gli edifici. In Jack: Straight From The Gut, Welch afferma che GE aveva 411.000 dipendenti alla fine del 1980 e 299.000 alla fine del 1985. Dei 112.000 che avevano lasciato il posto di lavoro, 37.000 erano in aziende che GE aveva venduto e 81.000 sono state spostate in altre attività. In cambio, GE aveva enormemente aumentato la sua capitalizzazione di mercato. Welch ha anche ridotto la ricerca di base e chiuso o svenduto le aziende con prestazioni insufficienti. 
Nel 1986, GE ha acquisito RCA. La sede centrale della RCA era situata nel Rockefeller Center. Successivamente, Welch ha preso un ufficio nell'attuale edificio GE al numero 30 Rockefeller Plaza. L'acquisizione della RCA ha portato GE a vendere le proprietà della RCA ad altre società e a mantenere NBC come parte del portafoglio di attività di GE. Negli anni '90, Welch ha spostato l'attività di GE dalla produzione ai servizi finanziari attraverso numerose acquisizioni. 
Welch ha adottato "Motorola's Six Sigma", programma di qualità, alla fine del 1995. Nel 1980, l'anno prima che Welch diventasse CEO, il fatturato di GE era di circa 26,8 miliardi di dollari, nel 2000, cioè l'anno prima di lasciare il gruppo, i ricavi erano di quasi 130 miliardi di dollari. Nel 1999 era stato nominato "Manager of the Century" dalla rivista Fortune. 
Già dal 1991 il piano per la scelta del successore era stata una sua priorità. Disse: "D'ora in poi, [scegliere il mio successore] è la decisione più importante che prenderò. Occupa una notevole quantità di pensiero quasi ogni giorno". Una decisione che ha dato vita ad lunga e pubblicizzata storia sulla pianificazione del successore prima del suo ritiro tra James McNerney, Robert Nardelli e Jeff Immelt. Alla fine fu Immelt ad essere scelto per succedere a Welch come presidente e CEO. 
È stato presidente del Business Council nel 1991 e nel 1992.

### Critiche
Al suo ritiro da GE, Welch aveva dichiarato che la sua efficacia come amministratore delegato per due decenni sarebbe stata misurata dalle prestazioni dell'azienda per un periodo analogo sotto i suoi successori. Welch aveva portato GE a oltre 450 miliardi di dollari di capitalizzazione di mercato, di cui circa il 40% era nei servizi finanziari. Vent'anni dopo, la capitalizzazione di mercato dell'azienda era di soli 200 miliardi di dollari e Welch si rifiutò di discuterne il declino, oltre a notare che gran parte del declino era derivato da investimenti nel settore immobiliare e che il suo successore immediato e selezionato con cura, Jeff Immelt, dovette affrontare le conseguenze dell'attacco terroristico dell'11 settembre 2001. Il New York Times ha pubblicato un articolo critico nel 2017, osservando come il prezzo delle azioni di GE fosse sopravvalutato sotto Welch a causa della crescita del settore dei servizi finanziari e come sotto Immelt, anche lui uno dei manager più pagati del paese, oltre a descrivere il declino della società amalgamata in 16 anni sotto Immelt, fossero state vendute due delle più grandi acquisizioni di Welch, NBCUniversal e GE Capital. Già nel 2014 GE Capital (la principale filiale di servizi finanziari della società organizzata durante il mandato di Welch), etichettata come "troppo grande per fallire", aveva raggiunto un accordo dopo essere stata accusata di avere praticato per molti anni marketing ingannevole, finendo per essere regolamentata dalla Federal Reserve. Poco prima dell'accordo, GE Capital cambiò il nome in Synchrony Bank, uno spin-off che ha richiesto due anni di tempo. Welch, in pensione,  aveva comunque pubblicamente elogiato il "dimagrimento" della sua ex azienda e il ritorno a essere un'azienda industriale. 
Welch ha anche ricevuto spesso critiche per la mancanza di compassione per la classe media e la classe operaia. Alla domanda sull'eccessiva retribuzione dell'amministratore delegato rispetto ai lavoratori ordinari (tra cui stock option retroattive, paracaduti d'oro per inadempienze e pacchetti pensionistici stravaganti), Welch ha etichettato tali accuse "oltraggiose" e si è opposto con veemenza ai regolamenti SEC proposti che incidono sui compensi dei dirigenti. Contrastando il clamore dell'opinione pubblica, Welch ha dichiarato che la compensazione del CEO dovrebbe continuare a essere dettata dal "mercato libero", senza interferenze da parte del governo o di altre parti esterne.

### Dopo General Electric
Welch era diventato, dopo il suo ritiro dalla General Electric, consigliere della società di private equity Clayton, Dubilier & Rice e amministratore delegato di IAC, Barry Diller. Oltre ai suoi ruoli di consulenza, Welch era stato attivo nel circuito dei discorsi pubblici e aveva tenuto per quattro anni, fino a novembre 2009, con sua moglie Suzy,  una rubrica popolare per BusinessWeek. 
Nel settembre 2004, la CIA ha pubblicato una parodia di Welch che applica le sue capacità di gestione mentre prestava servizio come immaginato vicedirettore dell'intelligence. 
Nel 2005, ha pubblicato Vincere, un libro sulla gestione scritto insieme alla moglie Suzy, che ha raggiunto il numero 1 nella lista dei bestseller del Wall Street Journal ed è apparso anche nella lista dei bestseller del New York Times.
Il 25 gennaio 2006, Welch ha dato il suo nome al College of Business della Sacred Heart University, noto come "John F. Welch College of Business" fino al 2016, quando ha iniziato a utilizzare il nome "Jack Welch College of Business". Dal settembre 2006, Welch ha tenuto un corso presso la MIT Sloan School of Management a un gruppo selezionato di 30 studenti MBA. 
Nel dicembre 2016, Welch si è unito a un forum aziendale riunito dall'allora presidente eletto Donald Trump per fornire consulenza strategica e politica su questioni economiche. 

### Jack Welch Management Institute
Nel 2009, Welch ha fondato il Jack Welch Management Institute (JWMI), un programma presso la Chancellor University che ha offerto un master in amministrazione aziendale online. L'istituto è stato acquisito dalla Strayer University nel 2011. Welch è stata sin dall'inizio coinvolto molto attivamente nella scelta dei curriculum del corpo docente e degli studenti. Il programma MBA di JWMI è stato considerato come delle migliori business school da tenere d'occhio nel 2016 ed è stato anche nominato uno dei Top 25 Programmi MBA online per quattro anni consecutivi (2017, 2018, 2019, 2020) di The Princeton Review. Il suo obiettivo non è fare soldi, ma costruire nel tempo concentrandosi sulla qualità del programma e aumentando il numero di studenti iscritti anno dopo anno.

### Morte
Welch è morto per insufficienza renale nella sua casa di New York City il 1º marzo 2020, all'età di 84 anni.

## Vita privata
Welch ha avuto quattro figli con la prima moglie, Carolyn. I due hanno divorziato amichevolmente nel 1987 dopo 28 anni di matrimonio. La seconda moglie, Jane Beasley, era un ex avvocato specializzato in fusioni e acquisizioni. Ha sposato Welch nell'aprile 1989 e la coppia ha divorziato nel 2003 con la Beasley che ha ottenuto circa 180 milioni di dollari.
La terza moglie di Welch, Suzy Wetlaufer (nata Spring), è stata coautrice del suo libro del 2005 Winning as Suzy Welch. Per un breve periodo è stata redattore capo della Harvard Business Review, ma è stata costretta a dimettersi nel 2002 dopo che la moglie di Welch dell'epoca, Jane Beasley, aveva scoperto una relazione tra Wetlaufer e Welch proprio mentre lei stata preparando un'intervista all'ex CEO della GE.  Si sono sposati il 24 aprile 2004.
A partire dal gennaio 2012, Welch e Suzy Welch hanno scritto una colonna bisettimanale per Reuters e Fortune, che hanno lasciato entrambi il 9 ottobre 2012, dopo che Fortune aveva pubblicato un articolo critico su Welch e sulla sua carriera in GE.

## Opinioni personali
Welch si è identificato politicamente come repubblicano. Ha affermato che il riscaldamento globale è "l'attacco al capitalismo che il socialismo non può portare" e che è una forma di "nevrosi di massa". Tuttavia, ha detto che ogni azienda deve realizzare prodotti verdi e e affrontare modi verdi per fare affari dal momento che, "tu creda o no nel riscaldamento globale... il mondo vuole questi prodotti".
Per quanto riguarda il valore per gli azionisti, per quanto sia sempre stato attento a "corteggiare gli azionisti", Welch ha dichiarato in un'intervista al Financial Times sulla crisi finanziaria globale del 2008-2009: "A prima vista, il valore per gli azionisti è l'idea più stupida del mondo. Il valore per gli azionisti è un risultato, non una strategia... le tue principali preoccupazioni sono i tuoi dipendenti, i tuoi clienti e i tuoi prodotti".
Welch è stato ampiamente criticato per le sue opinioni sul numero di posti di lavoro a partire da settembre 2012. Dopo che il Bureau of Labor Statistics ha pubblicato i dati sull'occupazione affermando che il tasso di disoccupazione negli Stati Uniti era sceso dall'8,1% al 7,8%, Welch ha twittato: "Incredibile numeri di lavoro... questi ragazzi di Chicago faranno qualsiasi cosa... non possono discutere quindi cambiano i numeri". [69] Welch ha mantenuto il suo tweet, affermando che se poteva riscriverlo, avrebbe aggiunto dei punti interrogativi alla fine per chiarire che la sua intenzione era di sollevare una domanda sulla legittimità dei numeri. Un successivo articolo del New York Post sui dati sull'occupazione suggerì la manipolazione di alcune delle risposte al sondaggio da parte di un singolo dipendente nel 2010, ma quell'articolo fu ampiamente ridimensionato, compreso il fatto che il dipendente non aveva lavorato presso il Bureau dal 2011. Non è stata presentata alcuna prova della manipolazione politica del numero di posti di lavoro a partire da settembre 2012. Il Census Bureau ha successivamente rilasciato una dichiarazione in cui negava la possibilità di una manipolazione sistematica dei dati. Tuttavia, in un articolo sul Wall Street Journal, Welch ha scritto che il dibattito ha portato le persone a guardare i dati sulla disoccupazione con maggiore attenzione e scetticismo. Facendo riferimento al suo tweet originale, ha dichiarato "Grazie a Dio che l'ho fatto", in un'apparizione di Squawk Box, e ha anche scritto: "Le prossime elezioni sono troppo importanti per essere decise su un numero. Soprattutto quando quel numero sembra così sbagliato". 

## Cultura popolare
L'11 marzo 2010, Welch è apparso, interpretando se stesso nella sitcom della NBC 30 Rock, nell'episodio della quarta stagione Tutto finirà bene. Nell'episodio, Welch affronta il personaggio di Alec Baldwin, Jack Donaghy, per confermare la vendita di NBC Universal a una società di telefonia via cavo immaginaria con sede a Filadelfia chiamata Kabletown. La vendita è un riferimento satirico all'acquisizione nel mondo reale di NBCUniversal da General Electric da parte di Comcast nel novembre 2009.